# Michael Anemas
Michael Anemas (mittelgriechisch Μιχαήλ Ἀνεμᾶς) war ein byzantinischer Militär, der 1103 eine Verschwörung gegen Kaiser Alexios I. anführte.

## Leben
Michael Anemas war der vermutlich älteste von vier Brüdern, von denen nur ein weiterer, Leon, namentlich bekannt ist. Er war väterlicherseits ein Cousin von Johannes Komnenos, einem Neffen Kaiser Alexios’ I.
Anemas erscheint in der Alexiade zuerst als Truppenkommandeur im Zusammenhang mit der Invasion der mit dem Usurpator Pseudo-Diogenes verbündeten Kumanen im Jahr 1095. Vom Kaiser hatte er den schriftlichen Auftrag abzuwarten, bis die Invasoren die Pässe über den Zygos überquert hätten, und diese dann in Guerillamanier in ihrem Rücken anzugreifen. 
Im Jahr 1103 setzte sich Michael Anemas mit seinen drei Brüdern an die Spitze einer groß angelegten Verschwörung mit dem Ziel, Alexios I. zu stürzen. Beteiligt war eine ganze Reihe prominenter Personen, darunter der Protoproedros Georgios Basilakes, der Dux von Smyrna, Nikephoros Exazenos Hyaleas, und der Stadtpräfekt Xeros. Den reichen Senator Johannes Solomon zog Anemas auf seine Seite, indem er ihm für den Erfolgsfall die Kaiserkrone in Aussicht stellte. Anna Komnena zufolge war dieses Angebot jedoch zu keinem Zeitpunkt ernst gemeint, sondern diente ausschließlich dem Zweck, den Verschwörern den Zugriff auf die üppigen Geldmittel des Senators zu eröffnen. 
Das Komplott wurde vorzeitig durch einen Spitzel aufgedeckt, die vier Anemas-Brüder wurden festgenommen. Michael Anemas wurde als Kopf der Verschwörung zur Blendung verurteilt, seine Komplizen wurden skalpiert und zusammen mit ihm öffentlich auf der Mese in Konstantinopel vorgeführt. Noch während der Schandprozession erging auf Fürsprache von Anna Komnena und ihrer Mutter Irene Dukaina ein kaiserlicher Erlass, dem Delinquenten sein Augenlicht zu belassen. 
Michael Anemas wurde in einem stark befestigten Bollwerk des Blachernen-Palastes eingekerkert, das in der Folgezeit nach ihm „Gefängnis des Anemas“ genannt wurde. Er saß dort mindestens bis zum Jahr 1105 ein, als der rebellische Dux von Chaldia, Gregorios Taronites, ebenfalls in diesem Komplex in Ketten gelegt wurde.